# NGC 943
NGC 943 (również PGC 9459) – galaktyka soczewkowata (S0), znajdująca się w gwiazdozbiorze Wieloryba. Odkrył ją Frank Muller w 1886 roku. Oddziałuje grawitacyjnie z sąsiednią NGC 942, wraz z nią została skatalogowana jako Arp 309 w Atlasie Osobliwych Galaktyk Haltona Arpa. NGC 943 jest tą bardziej wysuniętą na północ galaktyką w tej parze, jednak niektóre katalogi astronomiczne błędnie identyfikują je odwrotnie.